# Катерина Савойска
Катерина Савойска (на немски: Katharina von Savoyen, на италиански: Caterina di Savoia; * 1284 или 1300/1303, Херцогство Брабант; † 30 септември 1336, Райнфелден) е принцеса от Савойската династия и чрез брак херцогиня на Австрия и на Щирия.

## Произход
Тя е втората дъщеря на Амадей V Велики (* 1252, † 1323), 14-и граф на Савоя (1285 – 1323), имперски викарий за Ломбардия, и на втората му съпруга Мария Брабантска (* 1278, † 1338). Нейни дядо и баба по бащина линия са Томас II, граф на Пиемонт, и Беатрис Фиески, племенница на папа Инокентий IV, а по майчина – херцог Ян I Брабантски и Маргарета Дампиер-Фландърска. Има три сестри: 
- Мария (* 1298, † 1334), баронеса на Фосини като съпруга на Хуг дьо Ла Тюр дю Пен
- Йоанна (* 1305/1306 † ок. 1360 или ок. 1366), императрица на Византия с името Анна като съпруга на Андроник III Палеолог
- Беатрис (* 1310, † 1331), графиня на Тирол, херцогиня на Каринтия и  Крайна като съпруга на Индржих Корутански

Освен това има трима полубратя и пет полусестри от първия брак на баща си, сред които Едуард „Либералният“, 15-и граф на Савоя, на Аоста и на Мориен (1323 – 1329), Аймон „Миролюбивият“, 16-и граф на Савоя, граф на Аоста и на Мориен (1329 – 1343), и Маргарита, маркграфиня на Монферат като съпруга на Джовани I.

## Биография
Полусестрите и по-голямата сестра на Катерина са предопределени от брачната политика, провеждана от баща им, да се омъжат за различни съседни принцове с цел да осигурят подкрепата на Савойското графство, за да може той да запази и да разшири своите феодални владения. Баща ѝ успява да сключи  брачен договор за Катерина с Хабсбургите: на 20 април 1310 г. в Цюрих е подписан брачният договор с херцога на Австрия и Щирия и крал на Германия Леополд I Хабсбург, син на херцога на Австрия и крал на Германия Алберт I Хабсбург, в присъствието на майка ѝ – графинята на Савоя Мария Брабантска, на майката на младоженеца – кралицата на римляните Елизабета Тиролска-Гориция, и на братята му – херцогът на Австрия Фридрих Красивият, Хайнрих, Албрехт II и Ото IV. Бракът е сключен на 26 май 1315 г. в Базел.
Вуйчото на Катерина – графът на Люксембург Хайнрих VII е избран за крал на Германия през ноември 1308 г. и коронясан в Аахен на 6 януари 1309 г. Той, който по-късно е коронясан за император на Свещената Римска империя в Рим (29 юни 1312 г.), одобрява и подкрепя брака, давайки ѝ зестра от 4000 сребърни марки.
Катерина е активна политически, има контакти с папа Йоан XXII. Овдовява на 26 февруари 1326 г.
Умира млада на 30 септември 1336 г. и е погребана в църквата на манастира Кьонигсфелден. През 1770 г. е пренесена в катедралата в Санкт Блазиен, през 1806 г. в манастир Шпитал ам Пихрн и през 1809 г. в манастир „Санкт Паул“ в Лавантал в Каринтия.

## Брак и потомство
∞ 20 април 1310 г. в Цюрих (договор), 26 май 1315 г. в Базел за Леополд I Хабсбург, син на херцог на Австрия и крал на Германия Албрехт I Хабсбург и на Елизабета Тиролска-Гориция, от когото има две дъщери:
- Агнес фон Хабсбург (* (ок.) 1321/1326,[1][2] † 2 февруари 1392, Швайдниц), ∞ 1338 за Болко II († 28 юли 1368), херцог на Швайдниц от род Пясти, от когото няма деца
- Катерина фон Хабсбург (* 9 февруари 1320, † 28 септември 1349 от чума[1][2]); ∞ 1. 25 ноември 1338 за Ангеран VI дьо Куси († 26 август 1346), господар на Куси и граф на Соасон, от когото има един син 2. февруари 1348 за граф Конрад фон Хардег († 25 септември 1349 от чума), бургграф на Магдебург от рода Кверфурт, от когото няма деца.

### Първични източници
- (LA) Monumenta Germaniae Historica, Scriptores, tomus V.
- (LA) Monumenta Germaniae Historica, Scriptores, tomus IX.
- (LA) Monumenta Germaniae Historica, Scriptores, tomus XXV.

### Историографска литература
- (LA, FR) Histoire généalogique de la royale maison de Savoie, justifiée par titres, ..par Guichenon, Samuel
- P.J. Blok, "Germania 1273 1313", cap. VIII, vol. VI (Declino dell'impero e del papato e sviluppo degli stati nazionali) della Storia del mondo medievale, 1999, с. 332–371.

- Katharina von Savoyen. In: Brigitte Hamann (Hrsg.): Die Habsburger. Ueberreuter, Wien 1988, ISBN 3-8000-3247-3, S. 233.
- Marie José: Das Haus Sayoven, Stiftung Pro Castellione, 1994.

### Други
- (EN) COMTES de SAVOIE et de MAURIENNE 1060-1417 - CATHERINE de Savoie, на fmg.ac, Foundation for Medieval Genealogy
- DUKES of AUSTRIA 1276-1493 (HABSBURG) - CATHERINE de Savoie (LEOPOLD), на fmg.ac
- (EN) Savoy 2 - Caterina, на genealogy.euweb.cz
- (EN) Habsburg 2 - Catherine of Savoy (LEOPOLD I), на genealogy.euweb.cz
- (EN) Savoy 2 - Beatrice Fieschi (Tommaso II), на genealogy.euweb.cz